# ヤスメイロ・ペティット
- ユスメイロ・ペティット

ヤスメイロ・アルベルト・ペティット（Yusmeiro Alberto Petit , 1984年11月22日 - ）は、 ベネズエラのスリア州マラカイボ出身のプロ野球選手（投手）。右投右打。MLBのサンディエゴ・パドレス傘下所属。愛称はユース（Yus） 。発音指示によると、姓名はユースメイロ・ペティート(use-MAY-ro peh-TEET) と読むのがより近い。
2022年現在、46打者連続アウトのMLB記録保持者である。

## 経歴

### プロ入りとメッツ傘下時代
2001年11月15日にアマチュア・フリーエージェントでニューヨーク・メッツと契約してプロ入り。
2003年は傘下のアパラチアンリーグのルーキー級キングスポート・メッツとA-級ブルックリン・サイクロンズでプレー。A-級ブルックリンでは2試合に先発登板して1勝0敗、防御率2.19、20奪三振を記録した。
2004年はまずA級キャピタルシティ・ボンバーズでプレーし、15試合に先発登板して9勝2敗、防御率2.39、122奪三振を記録した。7月にA+級セントルーシー・メッツへ昇格した。9試合に先発登板して2勝3敗、防御率1.22、62奪三振を記録した。8月にAA級ビンガムトン・メッツへ昇格。2試合に先発登板して1勝1敗、防御率4.50、16奪三振を記録した。
2005年はAA級ビンガムトンでプレーし、21試合に先発登板して9勝3敗、防御率2.91、130奪三振を記録した。8月にAAA級ノーフォーク・タイズへ昇格。3試合に先発登板して0勝3敗、防御率9.20、14奪三振を記録した。オフの11月18日にメッツとメジャー契約を結び、40人枠入りを果たした。

### マーリンズ時代
2005年11月24日にカルロス・デルガドとのトレードで、マイク・ジェイコブスと共にフロリダ・マーリンズへ移籍した。
2006年3月22日にマーリンズと1年契約に合意。同日にAAA級アルバカーキ・アイソトープスへ配属され、そのまま開幕を迎えた。5月13日にメジャーへ初昇格し、翌14日のピッツバーグ・パイレーツ戦でメジャーデビュー。6点リードの9回裏から登板し、1回を1安打無失点2奪三振に抑えた。3度目の登板となった5月19日のタンパベイ・デビルレイズ戦では、同点の延長10回裏から登板。しかし、先頭打者のオーブリー・ハフからサヨナラ本塁打を打たれ、メジャー初黒星を喫した。6月18日にAAA級アルバカーキへ降格したが、7月3日にメジャーへ再昇格。メジャー初先発となった7月5日のワシントン・ナショナルズ戦では、6回を11安打5失点と苦しんだが、18得点の援護もあり、メジャー初勝利を挙げた。7月17日に再びAAA級アルバカーキへ降格し、登録枠が拡大された9月1日に再昇格した。この年メジャーでは15試合（先発1試合）に登板して1勝1敗、防御率9.57、20奪三振を記録した。
2007年3月2日にマーリンズと1年契約に合意した。

### ダイヤモンドバックス時代

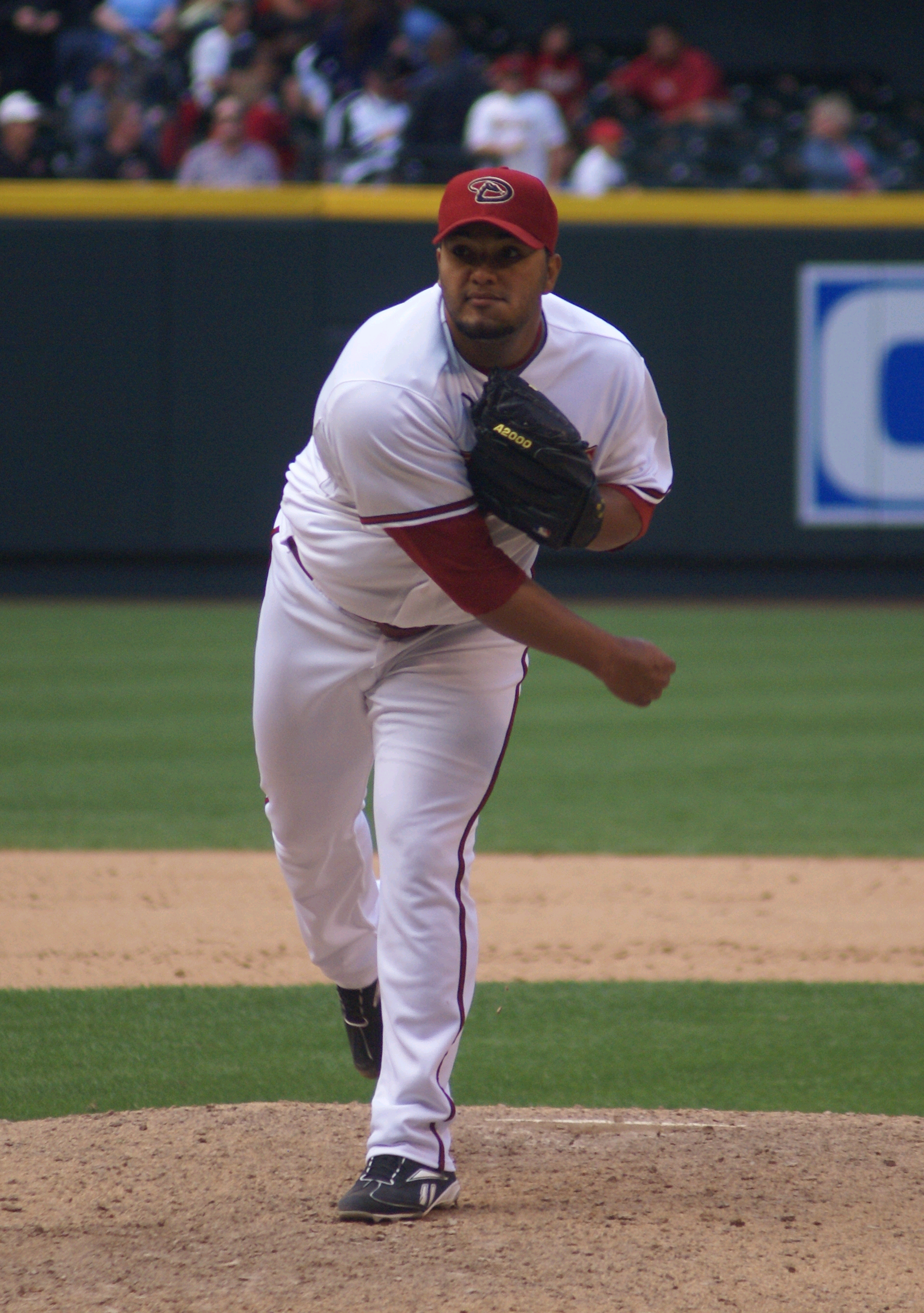
アリゾナ・ダイヤモンドバックス時代
（2009年4月15日）

2007年3月26日にホルヘ・フリオとのトレードで、アリゾナ・ダイヤモンドバックスへ移籍。4月1日にAAA級ツーソン・サイドワインダーズへ異動した。4月22日にメジャーへ昇格し、同日のサンフランシスコ・ジャイアンツ戦で先発起用され、7回を4安打2失点と好投したが、打線が1得点に終わり、負け投手となった。4月24日にAAA級ツーソンへ降格。7月3日に昇格後は先発ローテーションに定着したが、8月4日にAAA級ツーソンへ降格。8月19日に再昇格した。この年は14試合（先発10試合）に登板して3勝4敗、防御率4.58、40奪三振を記録した。
2008年3月9日にダイヤモンドバックスと1年契約に合意し、開幕ロースター入りした。開幕後はリリーフを任されたが、6試合中4試合で失点し、4月27日にAAA級ツーソンへ降格。7月1日に再昇格した。この年は19試合（先発8試合）に登板して3勝5敗、防御率4.31、42奪三振を記録した。
2009年は開幕ロースター入りしたが、5月8日のナショナルズ戦で右肩を故障し、翌9日に15日間の故障者リスト入りした。7月4日に復帰した。この年は23試合に登板して3勝10敗・防御率5.82・74奪三振の成績を残した。

### マリナーズ傘下時代
2009年11月5日にウェイバー公示を経てシアトル・マリナーズへ移籍。
2010年2月6日にDFAとなり、2月10日にマイナー契約で傘下のAAA級タコマ・レイニアーズへ配属された。3月17日に放出され、26日にマリナーズとマイナー契約で再契約した。この年はAAA級タコマで24試合（先発6試合）に登板して4勝2敗、防御率6.89、55奪三振を記録した。オフの11月6日にFAとなったが、23日にマリナーズとマイナー契約で再契約した。
2011年は登板のないまま、5月1日に放出された。マリナーズ退団後はメキシカンリーグのオアハカ・ウォーリアーズに加入した。7試合（先発6試合）に登板して1勝2敗、防御率4.17、28奪三振を記録した。

### ジャイアンツ時代

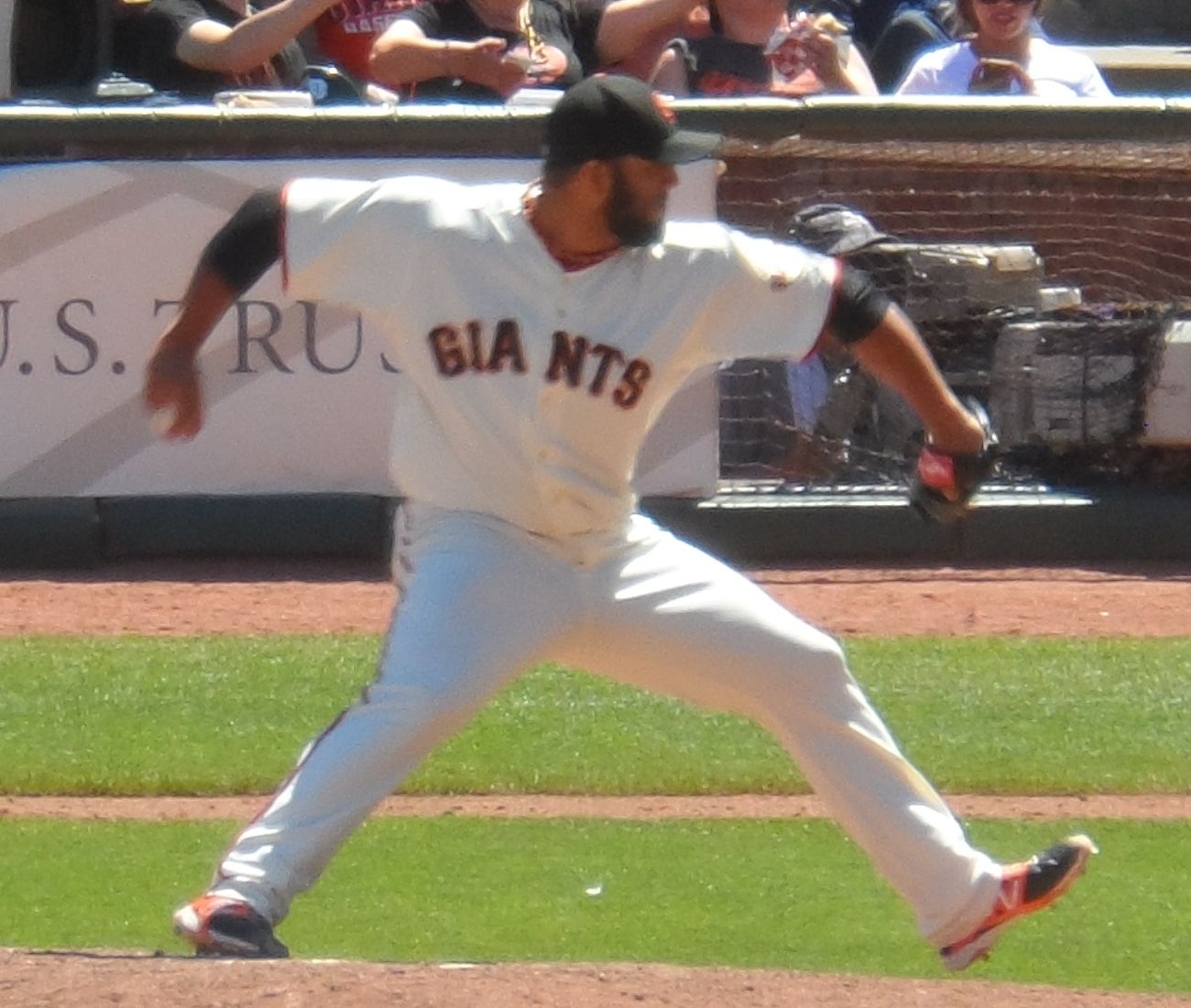
サンフランシスコ・ジャイアンツ時代
（2014年7月10日）

2012年1月18日にジャイアンツとマイナー契約を結んだ。開幕から傘下のAAA級フレズノ・グリズリーズでプレーし、28試合に先発登板して7勝7敗、防御率3.46、28奪三振を記録した。9月7日にジャイアンツとメジャー契約を結んだ。この年は1試合の登板にとどまった。
2013年3月17日にマイナー契約となってAAA級フレズノへ降格した。7月23日にジャイアンツとメジャー契約を結び、同日のシンシナティ・レッズ戦で登板したが、1試合の登板に終わり、28日にDFAとなった。8月4日にAAA級フレズノへ降格した。8月23日に再びジャイアンツとメジャー契約を結んだ。8月27日のコロラド・ロッキーズ戦から先発に復帰した。9月6日のダイヤモンドバックス戦では、9回裏2死まで無安打無失点無四球だったが、27人目のエリック・チャベスが右翼前安打を放ち、完全試合を逃した。続く28人目のA.J.ポロックは三塁ゴロに抑え、メジャー初完封を記録した。この年は8試合（先発7試合）に登板して4勝1敗、防御率3.56、47奪三振を記録した。
2014年1月17日にジャイアンツと1年契約に合意し、開幕ロースター入りした。8月28日のコロラド・ロッキーズ戦で46打者連続アウトの記録を達成し、マーク・バーリーの持つメジャー記録を更新した。なお、続く47人目の打者である投手のジョーダン・ライルズに二塁打を打たれた。
2015年12月2日にノンテンダーFAとなった。

### ナショナルズ時代

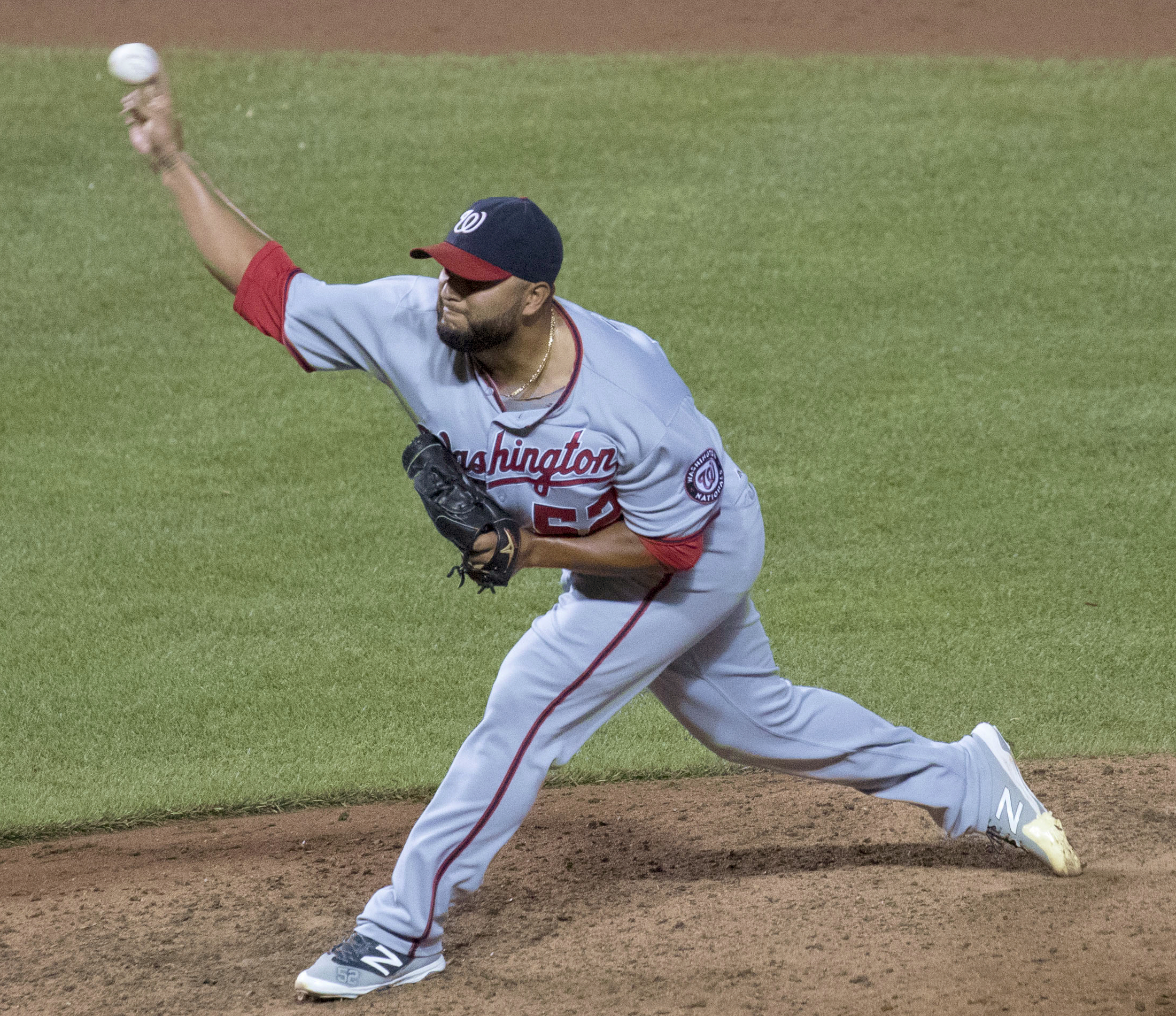
ワシントン・ナショナルズ時代
（2016年8月23日）

2015年12月14日にナショナルズと1年300万ドルの契約（2017年は300万ドルの球団側選択オプション付き）を結んだ。
2016年は36試合に登板し、うち1試合が先発登板だった。3勝5敗1セーブ、防御率4.50、WHIP1.32という成績であり、過去3シーズンと比すると防御率とWHIPが悪化して、やや低調だった。オフの11月3日にFAとなった。

### エンゼルス時代

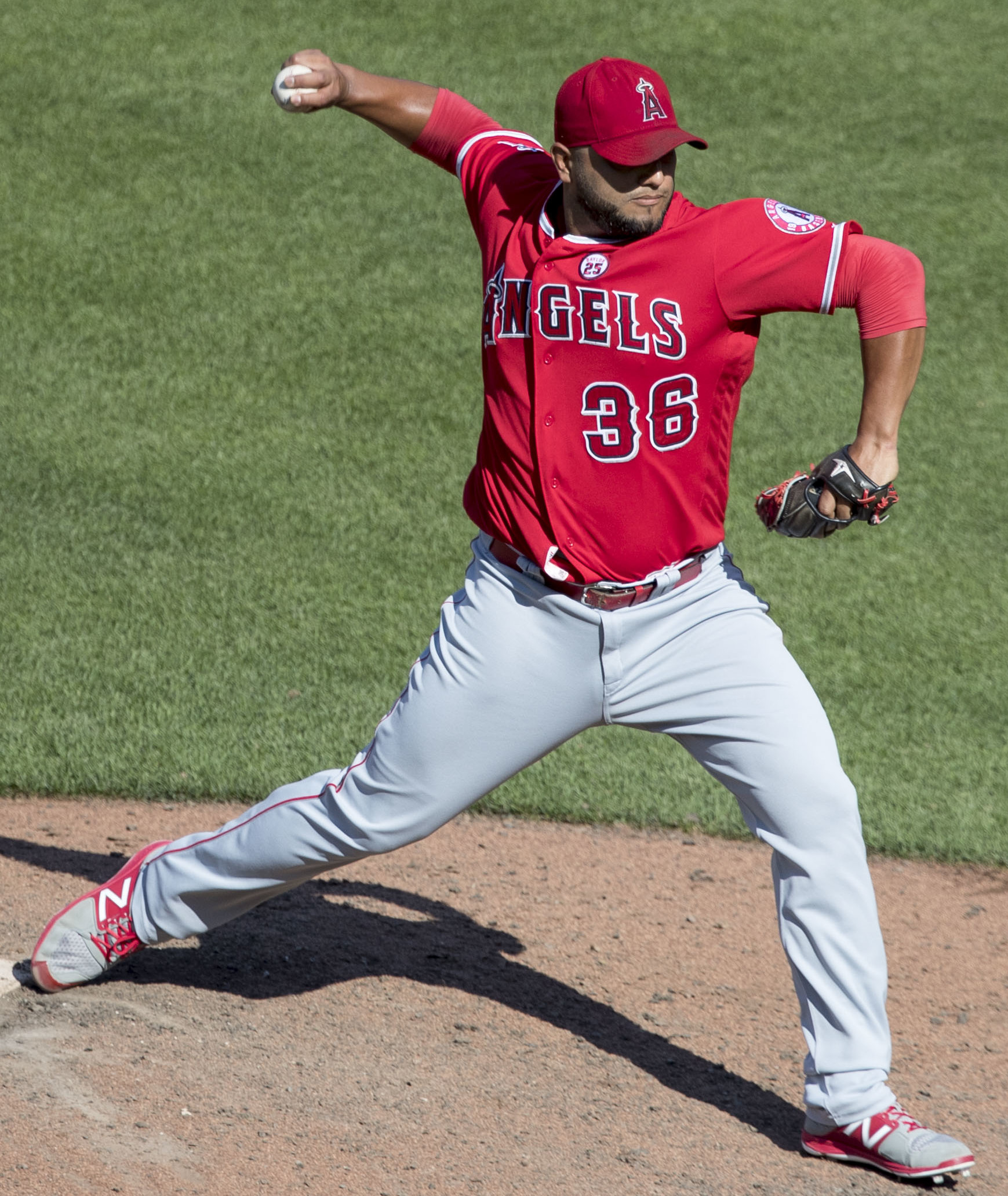
ロサンゼルス・エンゼルス時代
（2017年8月20日）

2017年2月8日にロサンゼルス・エンゼルスとマイナー契約を結び、同年のスプリングトレーニングに招待選手として参加することになった。同日に第4回WBCのベネズエラ代表に選出された。4月2日にメジャー契約を結び、開幕ロースター入りした。この年は先発1試合を含む60試合に登板して5勝2敗4セーブ、防御率2.76、WHIP0.95と自身初の防御率2点台・WHIP1.00未満を記録した。オフの11月2日にFAとなった。

### アスレチックス時代
2017年11月29日、オークランド・アスレチックスと2年総額1000万ドル（3年目は年俸550万ドルの契約延長・100万ドルのバイアウトの球団オプション付き）の契約に合意したと報じられ、12月7日に正式に契約を結んだ。
2018年オフには日米野球のMLB選抜に選出された。
2020年オフの10月28日にFAとなったが、2021年2月19日にアスレチックスと1年225万ドルで再契約した。オプションとして最大45万ドルの出来高が含まれる。
2021年オフの11月3日にFAとなった。

### パドレス傘下時代
2022年5月2日にサンディエゴ・パドレスとマイナー契約を結んだ。

## 詳細情報

### 年度別投手成績
| 年 度     | 球 団     | 登 板 | 先 発 | 完 投 | 完 封 | 無 四 球 | 勝 利 | 敗 戦 | セ 丨 ブ | ホ 丨 ル ド | 勝 率 | 打 者 | 投 球 回 | 被 安 打 | 被 本 塁 打 | 与 四 球 | 敬 遠 | 与 死 球 | 奪 三 振 | 暴 投 | ボ 丨 ク | 失 点 | 自 責 点 | 防 御 率 | W H I P |
| --------- | --------- | ----- | ----- | ----- | ----- | -------- | ----- | ----- | -------- | ----------- | ----- | ----- | -------- | -------- | ----------- | -------- | ----- | -------- | -------- | ----- | -------- | ----- | -------- | -------- | ------- |
| 2006      | FLA       | 15    | 1     | 0     | 0     | 0        | 1     | 1     | 0        | 0           | .500  | 129   | 26.1     | 46       | 7           | 9        | 1     | 0        | 20       | 0     | 0        | 28    | 28       | 9.57     | 2.09    |
| 2007      | ARI       | 14    | 10    | 0     | 0     | 0        | 3     | 4     | 0        | 0           | .429  | 243   | 57.0     | 58       | 12          | 18       | 1     | 0        | 40       | 0     | 1        | 30    | 29       | 4.58     | 1.33    |
| 2008      | ARI       | 19    | 8     | 0     | 0     | 0        | 3     | 5     | 0        | 0           | .375  | 229   | 56.1     | 45       | 12          | 14       | 2     | 1        | 42       | 3     | 1        | 29    | 27       | 4.31     | 1.05    |
| 2009      | ARI       | 23    | 17    | 0     | 0     | 0        | 3     | 10    | 0        | 0           | .231  | 407   | 89.2     | 102      | 19          | 34       | 1     | 0        | 74       | 3     | 0        | 62    | 58       | 5.82     | 1.52    |
| 2012      | SF        | 1     | 1     | 0     | 0     | 0        | 0     | 0     | 0        | 0           | ----  | 22    | 4.2      | 7        | 0           | 4        | 0     | 0        | 1        | 1     | 0        | 2     | 2        | 3.86     | 2.36    |
| 2013      | SF        | 8     | 7     | 1     | 1     | 1        | 4     | 1     | 0        | 0           | .800  | 196   | 48.0     | 46       | 4           | 11       | 1     | 0        | 47       | 0     | 0        | 19    | 19       | 3.56     | 1.19    |
| 2014      | SF        | 39    | 12    | 1     | 0     | 1        | 5     | 5     | 0        | 0           | .500  | 461   | 117.0    | 97       | 12          | 22       | 5     | 1        | 133      | 0     | 0        | 51    | 48       | 3.69     | 1.02    |
| 2015      | SF        | 42    | 1     | 0     | 0     | 0        | 1     | 1     | 1        | 0           | .500  | 316   | 76.0     | 75       | 11          | 15       | 2     | 1        | 59       | 3     | 0        | 32    | 31       | 3.67     | 1.18    |
| 2016      | WSH       | 36    | 1     | 0     | 0     | 0        | 3     | 5     | 1        | 1           | .375  | 265   | 62.0     | 67       | 12          | 15       | 3     | 0        | 49       | 3     | 1        | 33    | 31       | 4.50     | 1.32    |
| 2017      | LAA       | 60    | 1     | 0     | 0     | 0        | 5     | 2     | 4        | 15          | .714  | 354   | 91.1     | 69       | 9           | 18       | 4     | 1        | 101      | 0     | 0        | 32    | 28       | 2.76     | 0.95    |
| 2018      | OAK       | 74    | 0     | 0     | 0     | 0        | 7     | 3     | 0        | 16          | .700  | 368   | 93.0     | 76       | 13          | 18       | 4     | 0        | 76       | 1     | 0        | 32    | 31       | 3.00     | 1.01    |
| 2019      | OAK       | 80    | 0     | 0     | 0     | 0        | 5     | 3     | 0        | 29          | .625  | 308   | 83.0     | 57       | 11          | 10       | 0     | 0        | 71       | 2     | 0        | 25    | 25       | 2.71     | 0.81    |
| 2020      | OAK       | 26    | 0     | 0     | 0     | 0        | 2     | 1     | 0        | 7           | .667  | 88    | 21.2     | 19       | 3           | 5        | 0     | 0        | 17       | 0     | 0        | 4     | 4        | 1.66     | 1.11    |
| 2021      | OAK       | 78    | 0     | 0     | 0     | 0        | 8     | 3     | 2        | 22          | .727  | 313   | 78.0     | 69       | 12          | 12       | 1     | 1        | 37       | 1     | 0        | 35    | 34       | 3.92     | 1.04    |
| MLB：14年 | MLB：14年 | 515   | 59    | 2     | 1     | 2        | 50    | 44    | 8        | 90          | .532  | 3699  | 904.0    | 833      | 137         | 205      | 25    | 5        | 767      | 17    | 3        | 414   | 395      | 3.93     | 1.15    |

- 2021年度シーズン終了時
- 各年度の太字はリーグ最高

### 年度別守備成績
| 年 度 | 球 団 | 投手（P） | 投手（P） | 投手（P） | 投手（P） | 投手（P） | 投手（P） |
| 年 度 | 球 団 | 試 合     | 刺 殺     | 補 殺     | 失 策     | 併 殺     | 守 備 率  |
| ----- | ----- | --------- | --------- | --------- | --------- | --------- | --------- |
| 2006  | FLA   | 15        | 2         | 0         | 0         | 0         | 1.000     |
| 2007  | ARI   | 14        | 0         | 5         | 0         | 0         | 1.000     |
| 2008  | ARI   | 19        | 0         | 7         | 0         | 0         | 1.000     |
| 2009  | ARI   | 23        | 5         | 8         | 1         | 0         | .929      |
| 2012  | SF    | 1         | 0         | 2         | 0         | 0         | 1.000     |
| 2013  | SF    | 8         | 1         | 5         | 0         | 1         | 1.000     |
| 2014  | SF    | 39        | 7         | 5         | 2         | 0         | .857      |
| 2015  | SF    | 42        | 5         | 9         | 0         | 0         | 1.000     |
| 2016  | WSH   | 36        | 1         | 4         | 1         | 0         | .833      |
| 2017  | LAA   | 60        | 6         | 4         | 1         | 0         | .909      |
| 2018  | OAK   | 74        | 5         | 11        | 0         | 1         | 1.000     |
| 2019  | OAK   | 80        | 13        | 4         | 0         | 1         | 1.000     |
| 2020  | OAK   | 26        | 3         | 1         | 0         | 0         | 1.000     |
| 2021  | OAK   | 78        | 3         | 6         | 0         | 0         | 1.000     |
| MLB   | MLB   | 515       | 51        | 71        | 5         | 3         | .961      |

- 2021年度シーズン終了時
- 各年度の太字はリーグ最高

### 記録
- 連続打者アウト：46人（2014年、歴代1位）

### 背番号
- 45（2006年）
- 50（2007年）
- 48（2008年 - 2009年）
- 52（2012年 - 2016年）
- 36（2017年 - 2021年）

### 代表歴
- 2017 ワールド・ベースボール・クラシック・ベネズエラ代表